# Московский район (Рязань)
Моско́вский район — административно-территориальная единица и самый густонаселённый район города Рязани.

## История
На основании Указа Президиума Верховного совета РСФСР № 372 от 31.03.1972 года в городе Рязани был образован Московский район (этот участок ранее относился к Железнодорожному району).

## Население
| 2002     | 2009     | 2010     | 2012     | 2013     | 2014     | 2015     |
| -------- | -------- | -------- | -------- | -------- | -------- | -------- |
| 174 369  | ↘171 784 | ↗178 226 | ↘177 855 | ↘177 454 | ↗177 749 | ↗177 991 |
| 2016     | 2017     | 2018     | 2019     | 2020     | 2021     | 2023     |
| ↘177 856 | ↗178 317 | ↗178 654 | ↘178 088 | ↗178 674 | ↗180 574 | ↘178 691 |

## География
В состав района входят следующие городские микрорайоны:
- Дя́гилево
- Дя́гилево-Военное
- Кани́щево
- Красный
- Ме́рвино
- Московский
- Недосто́ево
- Новомосковский
- Прио́кский
- Се́мчино
- Элеватор
- Юбилейный
- Промышленные узлы:
  - Северо-Западный
  - Прио́кский

### Основные улицы
- Народный бульвар
- Московское шоссе
- 7-й Мервинский проезд
- проезд Шабулина
- Северная окружная дорога
- Южная окружная дорога
- ул. Бирюзо́ва
- ул. Интернациональная
- ул. Коняева
- ул. Костычева
- ул. Крупской
- ул. Магистра́льная
- ул. Ме́рвинская
- ул. Молодцо́ва
- ул. Нова́торов
- ул. Октябрьская
- ул. Прижелезнодорожная
- ул. Промышленная
- ул. Се́мчинская
- ул. Станкозаво́дская (нередко именуется улицей Станкозаводско́й)
- ул. Юбилейная